# Podedwór (Dobra)
Podedwór – część wsi Dobra w Polsce, położona w województwie małopolskim, w powiecie limanowskim, w gminie Dobra.
W latach 1975–1998 Podedwór administracyjnie należał do województwa nowosądeckiego.